# Засада на колонну батальона «Айдар»
Засада на колонну батальона «Айдар» — локальное сражение в ходе войны в Донбассе, в результате которой из-за несогласованности действий с союзными силами АТО, 5 сентября 2014 года были уничтожены бойцами диверсионно-штурмовой разведывательной группы «Русич» в составе группы быстрого реагирования «Бэтмен» и диверсионно-разведывательной группы «Патриот» личный состав 80-й отдельной десантно-штурмовой бригады ВСУ и часть 2-й роты «Айдара» (Волынь) у села Весёлая Гора и Цветные Пески Луганской области. 
Это сражение российско-украинской войны было задокументировано на фото и видео самими бойцами ДШРГ «Русич», в результате чего эти фото- и видеоматериалы стали распространяться в русскоязычном интернете и стали одним из первых доказательств не только многочисленных военных преступлений совершенных российскими наёмниками, но и подтверждением того, что в войне в Донбассе на стороне пророссийских сепаратистов принимают участие и российские наёмники.

## Предыстория
С самого начала российско-украинской войны Россия всячески отрицала присутствие российских боевиков в рядах сепаратистов на востоке Украины. Однако начиная с весны 2014 года в интернете начали появляться многочисленные доказательства участия Вооружённых сил России в войне в Донбассе. Участие российских военных в войне в Донбассе исследователям удалось доказать по их фотографиям в своих социальных сетях. Начиная с лета 2014 года в СМИ появлялась информация о погибших, раненых и пропавших без вести российских военных на востоке Украины. Обстоятельства гибели российских военных в Донбассе становились предметом расследований, например, российского блогера Руслана Левиева или журналистов Би-би-си. 
Одновременно с началом войны российская пропаганда распространяла антиукраинские тезисы, называя Украину неонацистским «несостоявшимся государством», полным крайне правых радикалов, терроризирующих русскоязычное население, а бойцов ВСУ называла не иначе, как «карателями».
После того, как сепаратистам при поддержке российской армии удалось выбить силы ВСУ, окружавшие город Луганск, некоторые подразделения украинской армии начали спешное и неорганизованное отступление, покидая линию боевого соприкосновения.
4 сентября 2014 года президент Украины Пётр Порошенко заявил, что 5 сентября будет объявлено прекращение огня в 15:00 по Московскому времени, в случае подписания Минского протокола.
Под селом Цветные Пески находился блокпост под контролем ВСУ, в котором располагался состав 1-й отдельной танковой бригады. 4 сентября 2014 года бригада отступила из блокпоста. При этом другие украинские войска, находящиеся близь блокпоста, об этом не были оповещены.
Пророссийские боевики ЛНР и российские наемники к этому моменту уже обладали информацией о пустующем блокпосте, и 5 сентября 2014 года сепаратисты заняли блокпост, с целью засады с блокпоста флаги Украины сняты не были. Боевики начали обустраивать блокпост укреплениями и техникой в виде танка Т-64 из батальона «Заря» и БТРов.
К этому же времени силы ВСУ колонной отступали из посёлка Металлист в сторону города Счастье. Колонна с украинскими военными ехала по шоссе Металлист—Счастье, на пути которого встречался блокпост, занятый оккупантами[нейтральность?].
Отходом колонны войск командовали Андрей Михайлович Юркевич с позывным «Гризли» (2-я рота) и Александр Сергеевич Скиба с позывным «Терминатор» («Викинги»).

## Ход боя
За несколько часов до перемирия, примерно к 14:00, со стороны посёлка Металлист раздалось надвигающееся гудение автомобильных моторов. К 14:30 к блокпосту начала подъезжать техника и солдаты украинской армии. Колонну «Айдара» остановили на блокпосту напротив автобусной остановки «Весёлая Гора», и, узнав название батальона, российские боевики открыли огонь на поражение.
Мы спросили — кто? Они ответили — Айдар. За что получили со Шмеля.Алексей Мильчаков
Узнав название батальона, сепаратисты открыли огонь по грузовой машине ЗИЛ-131 и двум легковым машинам, в которых находились украинские бойцы. Выстрелом из РПО-А «Шмель» была уничтожена направляющая колонну машина, позже, БТРом был уничтожен ЗИЛ-131. В ЗИЛе находился боекомплект и бочки с горючим, которые после выстрелов из БТРов и Шмеля взорвались и загорелись.
Выжить сумели трое замыкающих колонну солдат. Среди выживших был рядовой Батура Алексей Анатольевич: он и несколько бойцов смогли выскочить из автомобиля, но попали под огонь. Рядовой Батура А. А. при переползании получил ранение в живот и значительное количество ушибов в результате взрыва машины. По его словам, после завершения боя сепаратисты расстреляли машину и провели зачистку лесопосадки. 
В 15:30 Алексей Батура добрался до расположения подразделения 80-й ОАМБр возле Веселой Горы и доложил о гибели личного состава 24-го батальона территориальной обороны. Частично перегруппировавшись, бойцы из 80-й бригады предприняли попытку контратаки.
Согласно рапорту командира 5-й аэромобильной роты 80 ОАэМБр офицера Х., примерно в 15:55 того же дня командир 1-й танковой бригады с позывным «Гидра», передал команду сводному подразделению Вооруженных сил в составе 5-й аэромобильной роты подразделения выдвигаться из Металлиста в Счастье. Колонна вооруженных сил имела 5 БТРов и 2 танка, которые двигались в следующем порядке: БТР-80 № 123 — дозорный отдел, танк, БТР-80 № 125, 129, 124, 120 и танк в конце колонны. Колонна двинулась в 16:10—16:15.
Подъезжая к населенному пункту Цветные Пески, в 16:30—16:40 подразделение 80-й ОАМБр попало в засаду. По колонне велся огонь по обе стороны из стрелкового оружия, гранатометов, пулеметов и танком, дорога была заминирована управляемыми противотанковыми минами ТМ-62. В рапорте командира 5-й роты отмечено, что подразделение совершало контрзасадные действия, вело огонь из стрелкового оружия, РПГ, пулемета БТР-80 и танковым вооружением. Сначала заняли круговую оборону, отражая атаку противника, в дальнейшем проходили засаду в движении на технике. Силы противника, согласно рапорту, составляли 240—260 человек.
По информации Юрия Бутусова, украинские десантники в этом бою смогли подбить танк и БТР российских боевиков, однако понесли значительные потери погибших и пропавших без вести. Был потерян БТР-80 № 129 — он на скорости влетел в лесопосадку и там сгорел. Остальные колонны смогли пройти через засаду и в 17:00 — 17:20 добраться до г. Счастье. 
По словам бойца ВСУ Владимира Кияна (позывной «Тайфун»), участника того боя, командование в то время приказало 4-й аэромобильной роте 80-й бригады, находившейся в Счастье, взорвать мост через Северский Донец, и только из-за возражений бойцов роты мост не взорвали, дождавшись выхода из боя колонны 2-го батальона и ее прохода через мост.
После уничтожения большей части солдат, «Русич» и сепаратисты прекратили огонь и вышли к уничтоженной колонне ВСУ, добивая тяжелораненых и пленя раненых.
Через некоторое время на место боя начали приезжать журналисты, снимая трупы и уничтоженную технику колонны.

## Военные преступления ДШРГ «Русич»
Боевики ДШРГ «Русич», известные своей склонностью к садизму, снимали на видео расстрел колонны солдат батальона «Айдар», а позже фотографировались рядом с погибшими бойцами ВСУ, опубликовав материалы в Интернете. Эти фото- и видеоматериалы стали доказательством военных преступлений российский неонацистов (т. е. пытки и убийства украинских военных).
Так, например, на видеозапись попал допрос тяжелораненого бойца «Айдара» Ивана Исыка (позывной «Повар»). В тот день он получил минно-взрывную травму и термические ожоги 30 % поверхности тела. На этом шокирующем видео видно лежащего Ивана с вырезанным на левой щеке восьмилучевым «коловратом» (символ ДШРГ «Русич»). Вероятно, его вырезал российский неонацист Ян Петровский. Иван просил о помощи, но бойцы ДШРГ, не оказывая никакой медицинской помощи и несмотря на просьбы о ней, в том числе воду и обезболивающие средства, продолжали выпытывать информацию о батальоне, унижая и угрожая ему расстрелом. Допрос, снятый на видео, вероятно, проводил основатель и командир «русичей», российский военный преступник и неонацист Алексей Мильчаков. Иван Исык с тяжёлыми ожогами попал в плен и умер в результате пыток 14 сентября 2014 года. Только через месяц волонтёры смогли вернуть тело Ивана. Как впоследствии установила судебно-медицинская экспертиза, у Ивана были ожоги 70 % тела, полученные в результате пыток. Вскрытие, проведённое украинскими врачами, показало, что его внутренние органы были вырезаны, а позже зашиты назад в его тело. В горле нашли кусок украинского флага, а в желудке — фрагменты мозга.
Также было зафиксировано на камеру ещё одно жестокое убийство бойца «Айдара» Алексея Стулова (позывной «Гвоздь»). Раненого Алексея добивал командир «русичей» Алексей Мильчаков. Не оказав раненому никакой помощи, он распорол бойцу брюшную полость, а затем убил выстрелом в голову.
Помимо фото изувеченного тела Алексея Стулова, лидер подразделения также опубликовал фото отрезанного уха погибшего того дня неизвестного бойца ВСУ и самого себя на фоне горящей техники «Айдара» и обгоревших тел украинских воинов «Айдара»).
На видео, снятое российскими наёмниками[нейтральность?], попал и водитель «Айдара» Михаил Слисенко (позывной «Седой»). Он попал в плен к бойцам ДШРГ «Русич» без каких-либо ранений (этот факт зафиксирован на видео) . Двое выживших военнопленных сообщили, что удерживали Михаила Слисенко в так называемой военной комендатуре в помещении областного военного комиссариата Луганска, где его подвергали пыткам. 7 сентября 2014 года, между 09:00 и 11:00 часов, во время допроса, не выдержав пыток, он умер.
Позже Алексей Мильчаков заявил, что в день засады он и его бойцы казнили на месте 6 украинских военных.

## Потери
Разные источники представляют различные цифры потерь, но число убитых солдат ВСУ составляет не менее двадцати человек. Командир батальона «Донбасс» Семён Семенченко рассказал о 11 убитых, журналист Анастасия Станко о 9 убитых и 1 тяжело раненом. «Украинская правда» про от 20 до 29 убитых солдат ВСУ. По данным сепаратистов — 35 погибших и 3 взятых в плен. По информации историка Михаила Жирохова, общие потери Айдара и 80-й бригады составили 46 человек. 
Потери сепаратистов — 1 танк, 1 БТР и 1 боец получил лёгкое ранение в руку.
8 сентября украинские власти договорились с сепаратистами о передаче тел убитых солдат ВСУ, всего было передано порядка 40 тел.
В 2017 году военная прокуратура Украины объявила Алексея Мильчакова в розыск. Пресс-служба указывала численность потерь ВСУ в размере 40 человек.

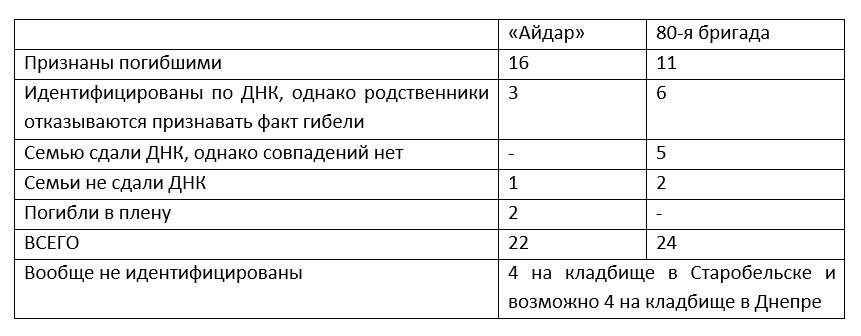
Таблица потерь от украинского историка Михаила Жирова.

## Итог
Сепаратистам удалось убить не менее 20 человек личного состава ВСУ, частично уничтожить 2 роту Айдара «Волынь», десант и бронетехнику 80-й бригады. После этого боя ДШРГ «Русич» впервые получило большую известность. Вскоре после убийства полевого командира ГБР «Бэтмен» Александра Беднова (1 января 2015 г.) в январе 2015 года Алексей Мильчаков заявил, что его подразделение больше не подчиняется руководству ЛНР . Командир назвал главу ЛНР Игоря Плотницкого и его правительство «шлюхиными детьми» и заявил, что его подразделение будет воевать «и против них, и против укров». 
После убийства Беднова и Мозгового, в середине 2015 года группа ушла из Донбасса. Однако с началом полномасштабного вторжения России в Украину боевики[нейтральность?] «Русича» были переброшены в Харьковскую область Украины с 24 февраля 2022 года, где были зафиксированы фотосъёмкой возле села Плетеневка, а также под Изюм.
20 июля 2023 года один из участников тех военных преступлений под селом Веселая Гора Ян Петровский был арестован финской полицией в Хельсинки. Он был взят под стражу пограничной службой Финляндии, а Генеральный прокурор Финляндии и полиция Финляндии рассматривали возможность открытия уголовного дела по обвинению в «террористических преступлениях в Украине» на основании доказательств от Украины в рамках запроса об экстрадиции.
31 октября 2024 года прокуратура Финляндии выдвинула официальные обвинения Петровскому в военных преступлениях, совершённых в Украине в 2014—2015 годах. По данным обвинения, Петровский лично расстрелял из пулемёта украинских солдат, а его подразделение применило термобарическую ракету «Шмель», при взрыве которой были убиты и ранены украинские военные.
14 марта 2025 года Окружной суд Хельсинки приговорил россиянина Яна Петровского к пожизненному заключению по делу о военных преступлениях на Украине в 2014—2015 годах.